# Cuneus
Cuneus (latinsko klin) je bila taktika rimske vojske.
V primeru, če osnovna taktika ni delovala in sovražnikova vrsta ni bila prebita, je centurion ukazal, da se izoblikuje cuneus. Takrat je po navadi najpogumnejši legionar predstavljal konico klina, nato pa sta mu sledila dva, nato trije, štirje,... Tako oblikovani klin se je po navadi usmeril na najšibkejši člen sovražnikove obrambe. V primeru, če je bila sovražnikova obramba premočna, se je klin oblikoval na drugem delu sovražnikove obale in tam poskusil ponovno. Če je cuneus uspel in prebil obrambno črto, so legionarji iz tretje, četrte in pete vrste prodrli skozi nastalo odprtino in nato napadli sovražnikovo obrambno črto v bok in hrbet.
V nasprotju z ostalimi taktikami rimske vojske, ki so temeljila na medsebojnem sodelovanju legionarjev, je ta taktika temeljila izključno na pogumu, izkušenosti in izurjenosti legionarjev, ki so sodelovali v cuneusu.  